# Aran'gar
Aran'gar is in de boekenserie Het Rad des Tijds van Robert Jordan een van de vier "nieuwe Verzakers". Het is de door de Duistere weer tot leven gewekte Balthamel.
Hij heeft een nieuw lichaam: het lichaam van een vrouw. Dit geeft hem de mogelijkheid om onder de naam Halima Saranov als een bediende en masseur bij Egwene Alveren en de Salidar Aes Sedai te infiltreren. Hij kan nog steeds Saidin geleiden. Omdat vrouwelijke geleiders niet kunnen aanvoelen of er Saidin wordt geleid, kan Aran'gar ongehinderd moorden in Salidar.
Aran'gar is vernoemd naar een van de twee vergiftigde dolken die populair waren in de Eeuw der Legenden, in de lange sociale neerval tussen het boren van de Bres en het begin van de Oorlog van de Schaduw.